# ميشيل رينغ
ميشيل رينغ (28 نوفمبر 1967 - ) هي لاعبة كرة قدم كندية في مركز الدفاع.

## وصلات خارجية
- ميشيل رينغ على موقع الاتحاد الدولي (مؤرشف)  (الإنجليزية)
- ميشيل رينغ على موقع عالم كرة القدم.نت (الإنجليزية)